# Liste der Monuments historiques in Bétheniville
Die Liste der Monuments historiques in Bétheniville führt die Monuments historiques in der französischen Gemeinde Bétheniville auf.

## Liste der Objekte
| Bezeichnung                      | Beschreibung                                    | Standort                                 | Kennzeichnung | Schutzstatus | Datum | Bild |
| -------------------------------- | ----------------------------------------------- | ---------------------------------------- | ------------- | ------------ | ----- | ---- |
| Skulptur Heilige Maria Magdalena | Holz, 16. Jahrhundert                           | in der Kirche Ste-Marie-Madeleine (Lage) | PM51000087    | Classé       | 1908  |      |
| Relief Heiliger Remigius         | mit Sockel; Stein, Anfang des 16. Jahrhunderts  | in der Kirche Ste-Marie-Madeleine (Lage) | PM51003643    | Inscrit      | 1996  |      |
| Skulptur Madonna mit Kind        | Stein, farbig gefasst, 15. oder 16. Jahrhundert | in der Kirche Ste-Marie-Madeleine (Lage) | PM51003642    | Inscrit      | 1996  |      |